# Basil Ruysdael
Basil Ruysdael, född 24 juli 1878 i Jersey City, New Jersey, död 10 oktober 1960 i Hollywood, Kalifornien, var en amerikansk operasångare och skådespelare.

## Filmografi, urval
- 1929 – Miljonärernas paradis
- 1949 – Nunnan och spelaren
- 1949 – Norr om Rio Grande
- 1950 – Den brutna pilen
- 1950 – X - filmen om en farlig kvinna
- 1950 – Nattens gata
- 1951 – Vad ska folk säja?
- 1952 – Solnedgång
- 1954 – Våldets män
- 1955 – Vänd dem inte ryggen
- 1956 – Angeläget ärende
- 1956 – Främlingen från vidderna
- 1958 – Det sista hurraropet
- 1959 – De tappras väg